# انتروباکتین
انتروباکتین (به انگلیسی: Enterobactin) با فرمول شیمیایی C30H27N3O15 یک ترکیب شیمیایی با شناسه پاب‌کم 12512 است. که جرم مولی آن ۶۶۹٫۵۵ گرم بر مول می‌باشد. 